# Odontocarya miersiana
Odontocarya miersiana är en tvåhjärtbladig växtart som beskrevs av Rupert Charles Barneby. Odontocarya miersiana ingår i släktet Odontocarya och familjen Menispermaceae. Inga underarter finns listade i Catalogue of Life.